# Bernd Sieberichs
Bernd Sieberichs (Pseudonym: Bernd Ross; * 28. April 1961 in Bardenberg/Landkreis Aachen) ist ein deutscher Schriftsteller.

## Leben
Bernd Sieberichs ist der Sohn eines Hochschulsoziologen. Von 1967 bis 1971 besuchte er die Grundschule in Bardenberg und anschließend Gymnasien in Würselen und Herzogenrath. Nach dem Abitur studierte er ab 1980 an der Technischen Hochschule Aachen die Fächer Germanistik, Geografie, Geschichte, Romanistik und Politikwissenschaft. Er brach dieses Studium nach viereinhalb Jahren ab und unternahm in den nächsten beiden Jahren ausgedehnte Reisen durch Europa, Afrika und Amerika.
1987 kehrte er nach Deutschland zurück und heiratete in Flensburg. Gemeinsam mit seiner Frau, der Hypnosetherapeutin Anja Sieberichs, hat er drei Kinder. Er verdiente seinen Lebensunterhalt mit diversen Tätigkeiten und begann, seine Reiseerlebnisse in Zeitschriften zu veröffentlichten. Von 1987 bis 1989 studierte er Literatur und Hauswirtschaft an der PH Flensburg. Zwischen 1991 und 1997 veröffentlichte er drei Kriminalromane unter dem Pseudonym „Bernd Ross“. Von 2002 bis 2004 folgte eine Ausbildung zum Lehrer an Waldorfschulen, die er mit dem Diplom abschloss. 2006 gründete er den Wunschworte-Verlag, der nicht nur eine Auswahl eigener Bücher publiziert, sondern auch zwei illustrierte Kunstbücher, einen Geschenkband und die philosophischen Gedichte regionaler Autoren. Seit 2007 schreibt Sieberichs einen Flensburg-Krimi um den Privatermittler Mark Rytter. „Förde-Findling“ erschien als 1. Teil der Reihe im LEDA Verlag. Mit „Förde-Freaks“ und „Förde-Fratzen“ erscheinen Teil 2 und 3 im Wunschworte Verlag. Sieberichs lebt heute in Flensburg.
Bernd Sieberichs ist Verfasser von Romanen, Erzählungen, Kinderbüchern, Gedichten sowie eines Sachbuchs zum Thema Kreatives Schreiben.

## Werke

### Unter dem Namen Bernd Ross
- Kinderspiel. Heyne-Bücher, München 1991, ISBN 3-453-09387-9
- Kopflos. Heyne-Bücher, München 1992, ISBN 3-453-10869-8
- Das kalte Nest. Heyne, München 1997, ISBN 3-453-12619-X

### Unter dem Namen Bernd Sieberichs
- MusenKuss. Norderstedt 2007, ISBN 978-3-9811459-1-5
- Was keiner wagt. Norderstedt 2007, ISBN 978-3-9811459-3-9
- Fördefindling. Leer 2007, ISBN 978-3-934927-91-9
- Der Frank im Schrank. Harrislee 2007, ISBN 978-3-9811459-2-2
- Goldener Herbst. Harrislee 2008, ISBN 978-3-9811459-0-8
- FördeFreaks. Harrislee 2009, ISBN 978-3-9811459-7-7
- FördeFratzen. Harrislee 2010, ISBN 978-3-9811459-9-1
- SchleiZeit. Harrislee 2011, ISBN 978-3-9814423-2-8
- Menschheit 5.0 – Leute von heute für eine Welt von morgen, Flensburg 2014, ISBN 978-1-4995674-2-7